# Gynoplistia (Gynoplistia) concava
Gynoplistia (Gynoplistia) concava is een tweevleugelige uit de familie steltmuggen (Limoniidae). De soort komt voor in het Australaziatisch gebied.